# 14 noiembrie
ianuarie • februarie • martie  • aprilie  • mai  • iunie  • iulie  • august  • septembrie  • octombrie  • noiembrie  • decembrie
14 noiembrie este în calendarul gregorian a 318-a zi a anului în anii comuni și a 319-a în anii bisecți. Mai sunt 47 de zile până la sfârșitul anului.

## Evenimente

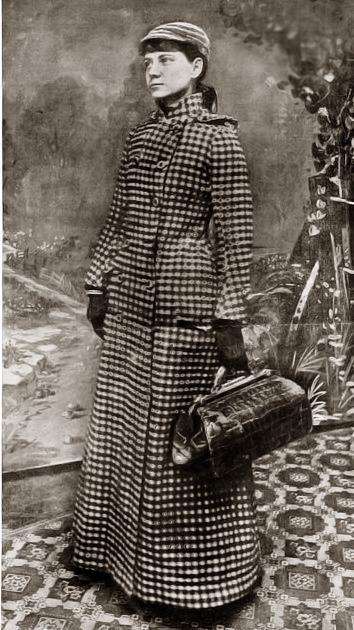
1889: Ziarista americană Nellie Bly a pornit în tentativa sa reușită de a realiza ocolul Pământului în 80 de zile, pentru a verifica veridicitatea romanului lui Jules Verne.

- 1234: O scrisoare papală menționează pe românii de rit ortodox din Moldova și Muntenia.
- 1305: Clement al V-lea devine primul papă cu reședința la Avignon.
- 1497: S-a terminat zidirea Bisericii "Înălțarea Domnului" de la Mănăstirea Neamț, monument ce definește stilul moldovenesc în arhitectura religioasă, stil constituit în epoca lui Ștefan cel Mare.
- 1832: A fost pus în circulație primul vagon de tramvai din America, la New York, având ca pasageri funcționari publici care parcurgeau distanța dintre Prince Street și Strada nr. 14.
- 1878: Dobrogea redevine parte a României după Războiul de Independență.
- 1885: Regele sârb, Milan Obrenovic al IV-lea, declară război Bulgariei.
- 1889: Ziarista americană, Nellie Bly, a pornit în tentativa sa reușită de a realiza ocolul Pământului în 80 de zile, pentru a verifica veridicitatea romanului lui Jules Verne.
- 1910: Aviatorul Eugene Ely a realizat prima decolare reușită a unui avion de pe un vas.
- 1918: Eșuarea negocierilor de la Arad, dintre ministrul Oszkár Jászi și reprezentanții Consiliului Național Român Central, de înființare a unei confederații danubiene democratice („Elveția Estului”), după modelul preconizat de Friedrich Naumann.
- 1922: În Marea Britanie începe să emită British Broadcasting Corporation (BBC).
- 1937: Guvernul Gheorghe Tătărăscu 3 își depune demisia, iar regele Carol al II-lea îl numește tot pe Tătărăscu în funcția de prim-ministru al României.
- 1940: Al Doilea Război Mondial: Avioanele germane bombardează orașul britanic Coventry, devastându-l.
- 1942: În timpul Bătăliei navale de la Guadalcanal este scufundat cuirasatul japonez Hiei.
- 1962: Se abolește statutul Eritreei ca stat federal, ea devenind până la dobândirea inependenței în 1993 o simplă provinicie a Etiopiei.
- 1963: A apărut o nouă insulă, numită Surtsey.
- 1969: Naveta spațială Apollo 12 este lansată, având la bord pe cosmonauții Charles Conrad Jr., Richard F. Gordon Jr. și Alan L. Bean.
- 1969: A fost înființată, la București, Academia de Științe Agricole și Silvice.
- 1971: Mariner 9 intră pe orbita lui Marte.
- 1973: Prințesa Anne a Marii Britanii se căsătorește cu căpitanul Mark Phillips, la Westminster Abbey.
- 1987: Revolta de la Brașov: Au loc primele proteste la Secția 440 „Matrițe” a Întreprinderii de Autocamioane „Steagul Roșu” din Brașov.
- 2020: 10 pacienți cu Covid-19 au murit, iar alți 4 au fost răniți, inclusiv doi medici, în urma unui incendiu provocat în secția ATI COVID-19 la Spitalul Județean din Piatra Neamț.

## Nașteri
- 1650: William al III-lea, rege al Angliei, Scoției și Irlandei, din dinastia Stuart-Orania (1689-1702) (d. 1702)
- 1668: Johann Lucas von Hildebrandt, arhitect (baroc) italian (d. 1745)
- 1719: Johann Georg Leopold Mozart, muzician austriac, compozitor, violonist, tatăl lui Wolfgang Amadeus Mozart (d. 1787)
- 1765: Robert Fulton, constructor de nave american (d. 1815)
- 1778: Johann Nepomuk Hummel, compozitor și pianist austriac (d. 1837)
- 1779: Adam Oehlenschläger, scriitor danez (d. 1850)
- 1797: Charles Lyell, geolog britanic (d. 1875)
- 1805: Fanny Hensel, compozitoare germană (d. 1847)
- 1812: Maria Cristina de Savoia, regină a celor Două Sicili (d. 1836)
- 1840: Claude Monet, pictor impresionist francez (d. 1926)
- 1842: Mihail Pherekyde, politician român, ministru de externe în perioada 1885-1888 (d. 1926)
- 1847: Ecaterina Dolgorukova, metresa și soția morganatică a țarului Alexandru al II-lea al Rusiei (d. 1922)

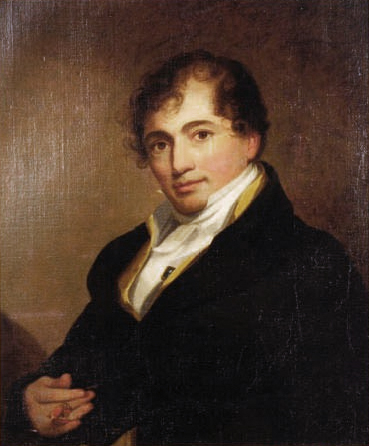
Robert Fulton, constructor de nave american
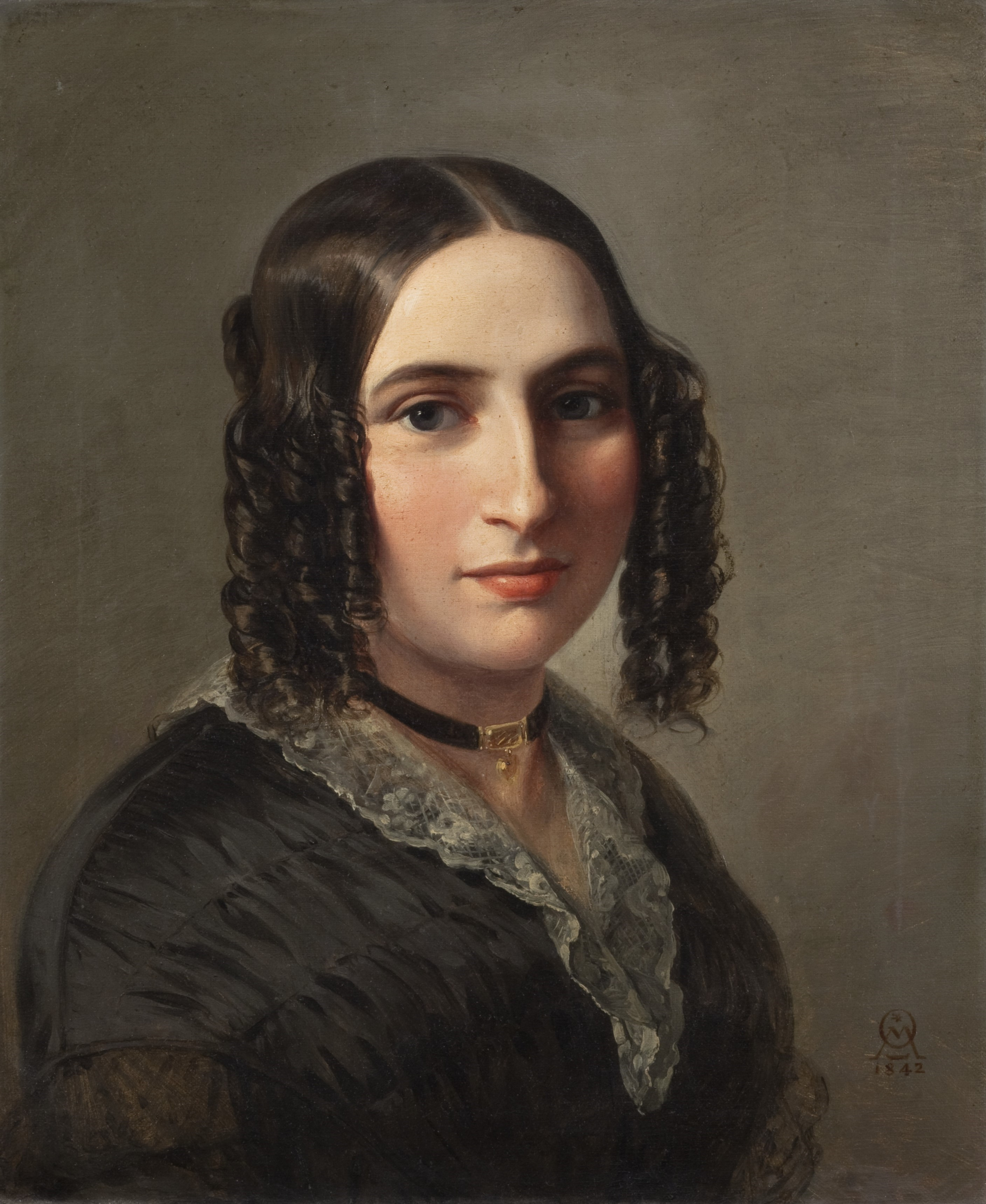
Fanny Hensel, compozitoare germană
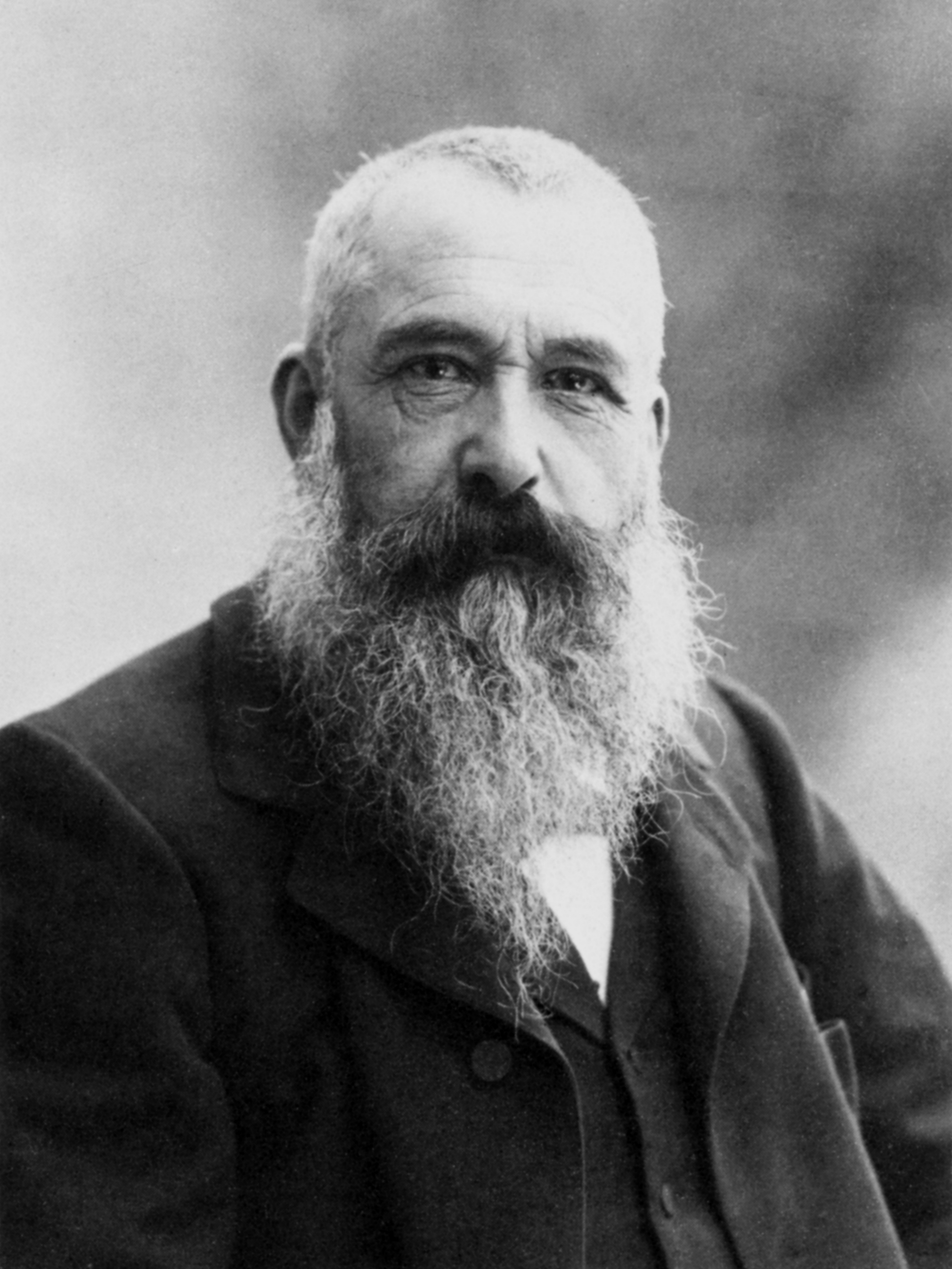
Claude Monet, pictor impresionist francez

- 1848: Zamfir Ralli-Arbore, scriitor și gazetar român (d. 1933)
- 1861: Frederick Jackson Turner, istoric american (d. 1932)
- 1863: Leo Baekeland, chimist american de origine belgiană inventatorul bachelitei (d. 1944)
- 1866: Aleksandr Borisov, pictor rus (d. 1934)
- 1871: Ilarie Chendi, critic și istoric literar român (d. 1913)
- 1876: Orest Tafrali, istoric român (d. 1937)
- 1884: Lorenzo Aguirre, pictor spaniol (d. 1942)
- 1887: Amadeo de Souza-Cardoso, pictor portughez (d. 1918)
- 1889: Jawaharlal Nehru, primul prim-ministru al Indiei (d. 1964)
- 1891: Frederick Banting, medic canadian, laureat al Premiului Nobel pe anul 1923 (d. 1941)
- 1893: Carlo Emilio Gadda, scriitor italian (d. 1973)
- 1898: Benjamin Fondane, critic, eseist, poet și teoretician literar franco-român (d. 1944)
- 1900: Aaron Copland, compozitor, scriitor și dirijor american (d. 1990)
- 1904: Dick Powell, actor american (d. 1963)
- 1906: Louise Brooks, actriță americană  (d. 1985)
- 1907: Astrid Lindgren, scriitoare suedeză (d. 2002)
- 1907: Pedro Arrupe, basc, General al Ordinului iezuit (d. 1991)
- 1907: Władysław Kopaliński, lexicograf, traducător, editor polonez (d. 2007)
- 1913: Ninetta Gusti actriță română (d. 2002)
- 1916: Nuni Dona pictoriță română (d. 2009)
- 1920: Sergiu Grossu, scriitor și teolog român (d. 2009)
- 1922: Boutros Boutros-Ghali, politician și diplomat egiptean, al 6-lea secretar general al ONU (d. 2016)
- 1922: Veronica Lake, actriță americană (d. 1973)

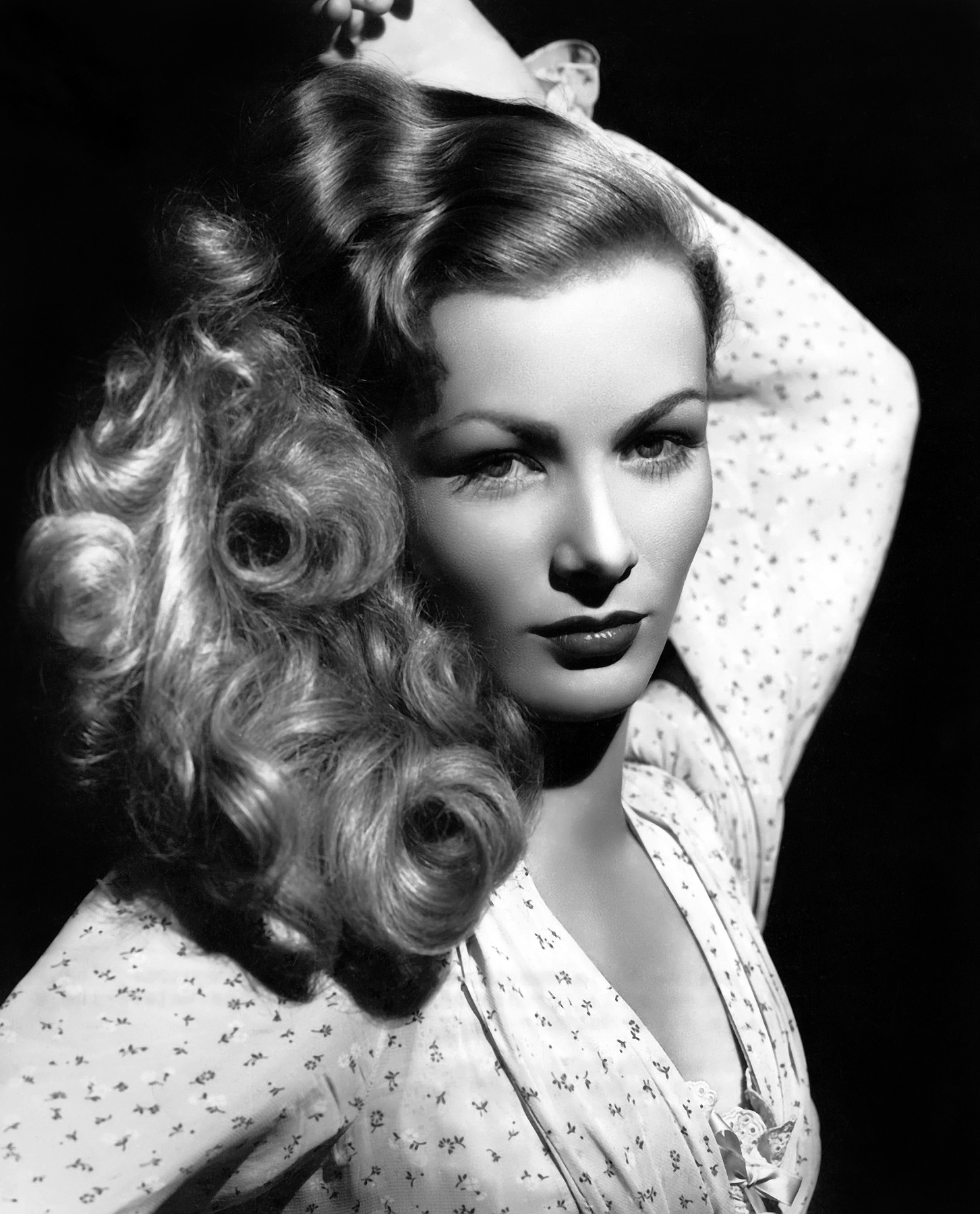
Veronica Lake, actriță americană
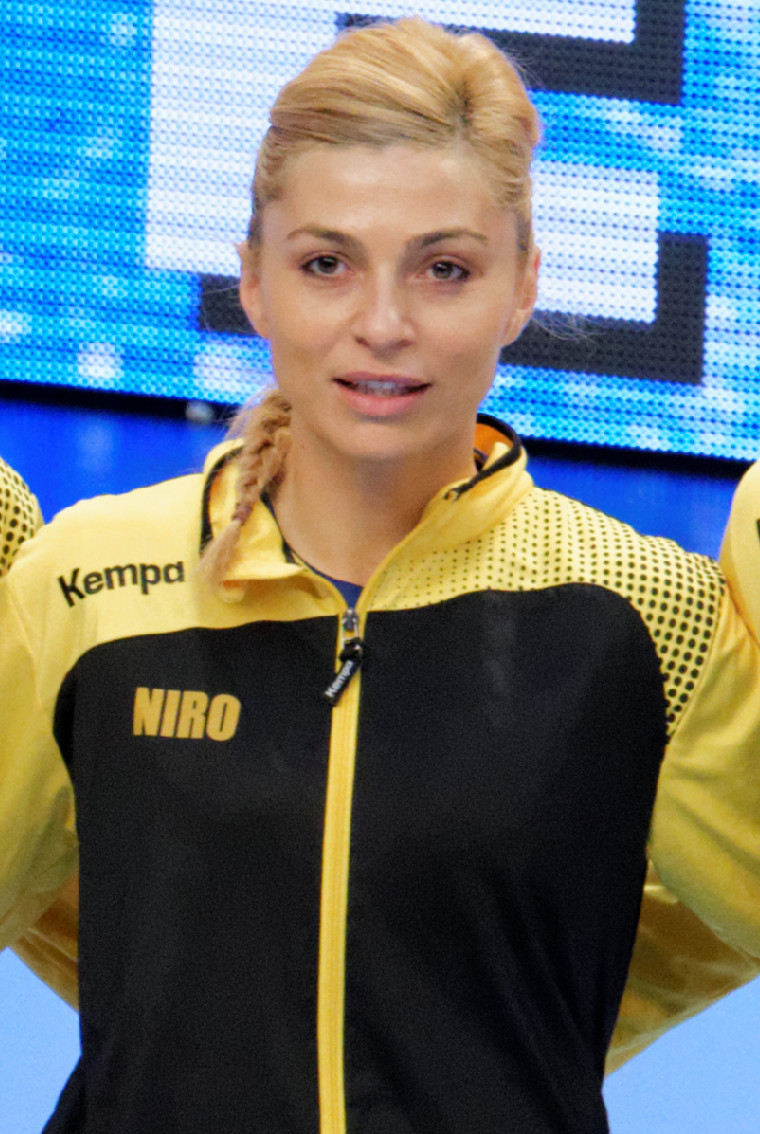
Adriana Nechita, handbalistă română
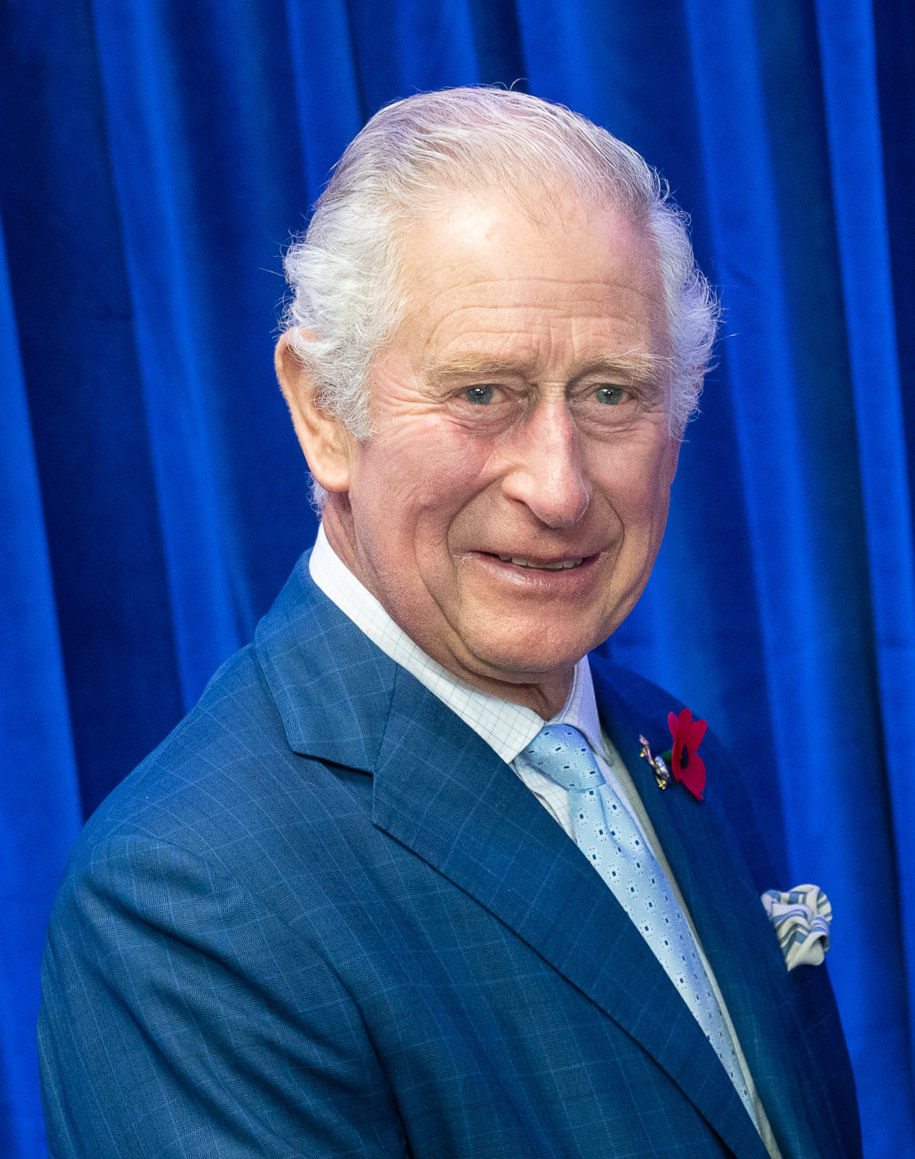
Carol al III-lea, Regele Regatului Unit și al Irlandei de Nord, cap al Commonwealth-ului

- 1927: Narciso Yepes, chitarist spaniol (d. 1997)
- 1930: Ed White, astronaut, pilot de încercare și inginer aeronautic american (Apollo 1), (d. 1967)
- 1932: Geo Saizescu, regizor român (d. 2013)
- 1935: Hussein al Iordaniei (d. 1999)
- 1939: Wendy Carlos, muziciană americană
- 1942: Ioan Bivolaru, politician român
- 1945: Brett Lunger, pilot american de curse auto
- 1946: Filip Georgescu, politician român
- 1948: Ino van den Besselaar, politician neerlandez
- 1948:  Charles al III-lea , regele Regatului Unit si al Irlandei de Nord, cap al Commonwealth-ului
- 1949: Pierre Buyoya, președintele de stat al Republicii Burundi
- 1951: Ioan Selejan, cleric ortodox român, arhiepiscop al Timișoarei și mitropolit al Banatului (2014-prezent)
- 1951: Ion Gonțea, politician român
- 1953: Dominique de Villepin, politician francez, prim-ministru al Franței
- 1954: Condoleezza Rice, politiciană americană și ministru de externe a Statelor Unite
- 1955: Anatol Dumitraș, interpret moldovean de muzică ușoară (d. 2016)
- 1956: Keith Alexander, jucător și antrenor englez de fotbal (d. 2010)
- 1956: Vasile Muraru, actor român de comedie
- 1962: Ionel Floroiu, politician român
- 1966: Ronny Levy, fotbalist și antrenor israelian
- 1969: Luminița Erga, actriță română
- 1971: Alix Didier Fils-Aimé, om de afaceri și om politic haitian, prim-ministru
- 1972: Josh Duhamel, actor american
- 1972: Edyta Górniak, cântăreață poloneză
- 1974: Dănuț Perjă, fotbalist român
- 1975: Gabriela Szabo, atletă română
- 1979: Olga Kurylenko, actriță și fotomodel ucraineano-franceză
- 1980: Nicolas Lopez, scrimer francez
- 1983: Adriana Nechita, handbalistă română
- 1984: Marija Šerifović, cântăreață din Serbia
- 1988: Jeremy Bokila, fotbalist congolez
- 1989: Raluka, cântăreață română
- 1998: Johny Romano, cântăreț român
- 2000: Andreea Ana, luptătoare română

## Decese
- 0565: Iustinian I, împărat biznatin (n. 483)
- 1442: Iolanda de Aragon, regină consort a Neapole, regentă a Aragonului, ducesă de Anjou, contesă de Provence (n. 1384)
- 1522: Anne a Franței, ducesă de Bourbon (n. 1461)
- 1716: Gottfried Leibniz, filosof, matematician, diplomat, om de știință german (n. 1646)
- 1734: Louise de Kérouaille, Ducesă de Portsmouth, metresă a regelui Carol al II-lea al Angliei (n. 1649)
- 1746: Georg Wilhelm Steller, botanist, zoolog, explorator german (n. 1709)
- 1825: Jean Paul, autor german (n. 1763)
- 1829: Louis Nicolas Vauquelin, farmacist și chimist francez (n. 1763)
- 1829: Maria Beatrice d'Este, Ducesă de Massa (n. 1750)
- 1831: Georg Wilhelm Friedrich Hegel, filosof german (n. 1770)

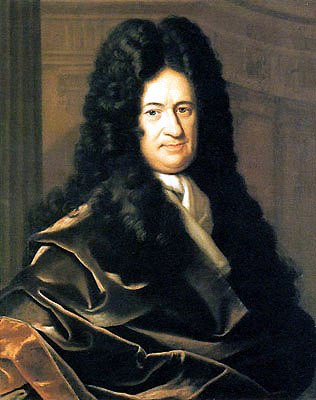
Gottfried Leibniz, filosof german
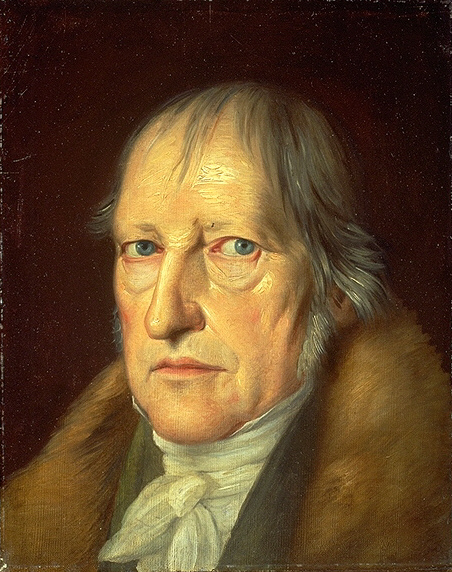
Georg Wilhelm Friedrich Hegel, filosof german
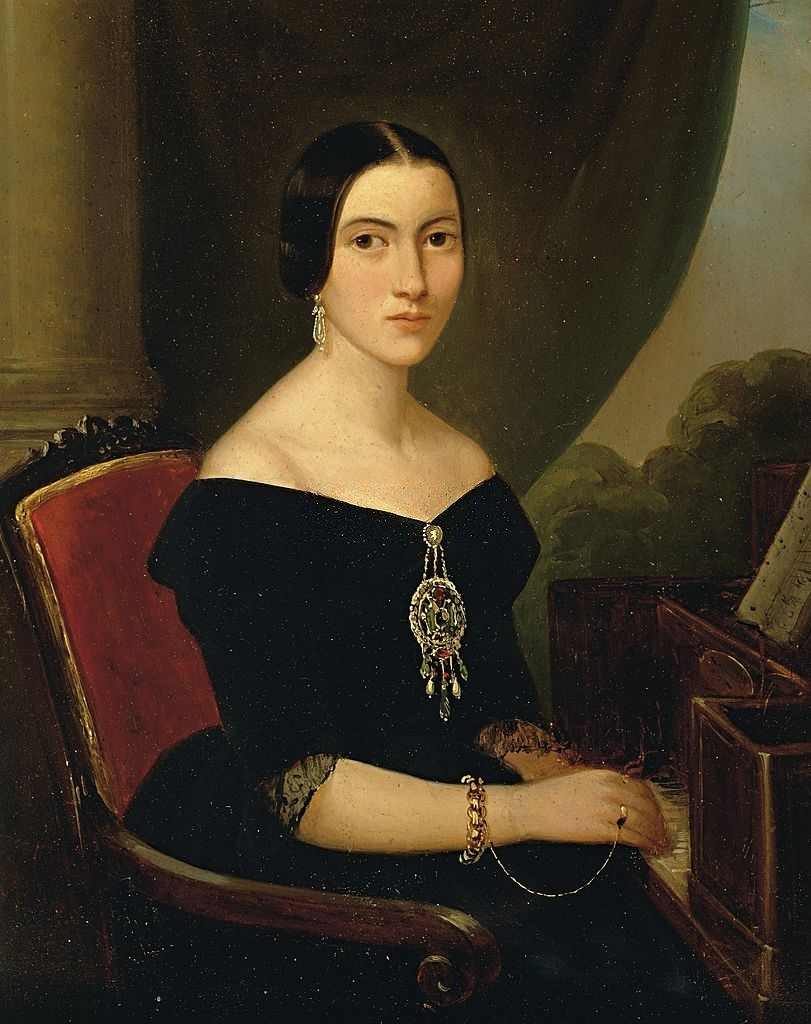
Giuseppina Strepponi, cântăreață italiană

- 1866: Miguel I al Portugaliei (n. 1802)
- 1872: Pavel Kiseleff, general rus, guvernator al Principatelor Române (n. 1788)
- 1897: Giuseppina Strepponi, cântăreață italiană și a doua soție a lui Giuseppe Verdi (n. 1815)
- 1908: Împăratul Guangxu al Chinei (n. 1871)
- 1967: Petre P. Panaitescu, istoric literar român (n. 1900)
- 1975: Max Ackermann, artist grafic și pictor german (n. 1887)
- 1989: Jimmy Murphy, fotbalist galez (n. 1910)
- 1991: Constantin Chiriță, prozator român (n. 1925)
- 1992: Ernst Happel, fotbalist și antrenor austriac de fotbal (n. 1925)
- 1996: Nicole Valéry-Grossu, scriitoare și jurnalistă română (n. 1919)
- 2014: Glen A. Larson, autor american, producător de film, compozitor
- 2018: Fernando del Paso, scriitor și poet mexican (n. 1935)
- 2019: Petru Ciubotaru, actor român de teatru și film (n. 1939)
- 2019: Branko Lustig, actor croat și producător de film (n. 1932)
- 2024: Elena Caragiu, actriță și scriitoare de origine română, soția actorului Toma Caragiu (n. 1937) [1]

## Sărbători
- Sfântul Apostol Filip; Sfântul Grigore Palama; Începutul Postului Crăciunului (calendarul ortodox si greco-catolic)
- Veneranda (calendarul romano-catolic)

- Ziua mondială de luptă împotriva diabetului (ONU (din 1991)